# Fanna (île)
Pour l’article homonyme, voir Fanna.
Fanna est une petite île des Palaos, en mer des Philippines. Bien qu'inhabitée, elle constitue une commune de l'État de Sonsorol dont l'île principale, Dongosaro, est distante d'un peu moins de deux kilomètres vers le sud.

## Géographie

### Topographie
De forme arrondie, elle est intégralement recouverte d'une forêt tropicale. Son littoral constitué d'une plage de sable est protégé par un lagon délimité par une barrière de corail.
Le cœur de l'île, une petite dépression, forme une mangrove.

Carte de Sonsorol au sud et Fanna au nord.
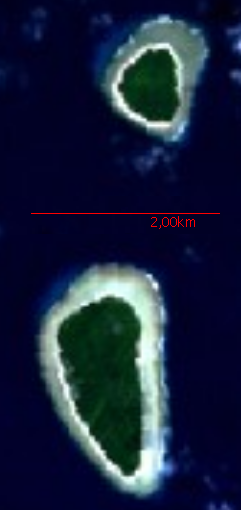
Image satellite de Sonsorol au sud et Fanna au nord.

### Écosystème
L'île est recouverte d'une forêt comprenant des cocotiers. Une forêt de Pisonia grandis forme une forêt en son centre. Autour de cette forêt centrale se trouve une forêt mixte indigène. Une végétation de transition entoure cette forêt mixte. Parmi la végétation de transition se trouvent des Ipomoea pes-caprae, vigna marina, canavalia cathartica, wollastonia biflora, lepturus repens, eragrostis tenella, scaevola ou encore neisosperma.
L'île est également un lieu important de nidification pour les oiseaux migrateurs. Parmi les espèces nichant sur l'île se trouvent le noddi noir, le fou à pieds rouges, le gygis blanche, la frégate du Pacifique (dont il s'agit du seul lieu de nidification des Palaos). L'île abrite également une population de noddis bruns et de fous bruns.

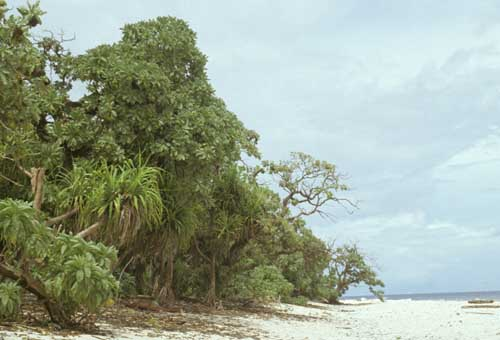
Plage au sud-ouest de l'île.
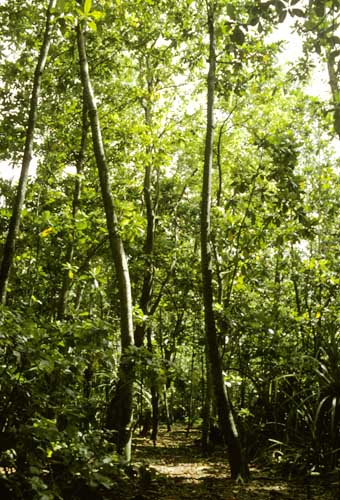
Forêt de Pisonia grandis.

En 2006, l'île était le site de la « Fana Island Important Bird Area » (Aire avicole importante de l'ile Fanna). Cependant, en 2013, l'ile faisait l'objet d'une demande de protection auprès du ministère paluan de l’environnement. La demande était en attente car une propriété privée se trouvait sur l'île.

## Administration
Bien qu'elle soit inhabitée, l'île est élevée en municipalité selon l'article XI, section 2 de la Constitution de l'État de Sonsorol. Elle est ainsi représentée par Valentine Tirso depuis février 2016 au sein de la 9e Législature de Sonsorol.
Cette représentation permet à l'île d'être représentée lors de conflit avec le gouvernement sonsorolais. Ainsi, en 1996 et 1999, les administrations municipales de Fanna et Merir ont lancé une procédure judiciaire contre l’État de Sonsorol au sujet du partage de financements et revenus.

## Sources